# Charles Lewis (relieur)
Pour les articles homonymes, voir Charles Lewis et Lewis.
Charles Lewis (?, 1786 – ?, 8 janvier 1836) est un relieur britannique.

## Biographie
Né à Londres, Lewis est le quatrième fils de Johann Ludwig, un réfugié politique de Hanovre, et le frère de Frederick Christian Lewis et de George Robert Lewis. En 1800, il entre en apprentissage chez le principal relieur Henry Walther. Après avoir passé cinq ans dans le service d'expédition , Walther refuse sa demande d'entrer dans l'atelier de finition, et Lewis a donc pratiqué le travail pour son propre compte.
En quittant Walther en 1807, Lewis travailla comme compagnon dans plusieurs autres ateliers, pour finalement s'établir à son compte à Scotland Yard . Il a ensuite déménagé dans les locaux de Denmark Court, puis dans Duke Street, à St. James. Avec C. Kalthoeber, il était employé par William Beckford à la bibliothèque de l' abbaye de Fonthill. Le bibliophile Thomas Frognall Dibdin admire son travail, et le recommande d'autres bibliophiles. Lewis est le premier relieur de Londres en 1823 et emploie 23 compagnons.
Lewis meurt d'apoplexie le 8 janvier 1836. Son fils aîné lui succède.

## Travail
Francis Bedford avait vécu avec Lewis pendant un certain temps et a continué le style de Lewis, qui était en contraste avec l'école plus ornée de Robert Rivière. Selon Dibdin, Lewis combinait le goût de Roger Payne avec « une liberté d'expression et une rectitude de finition caractéristique ». Lewis est également restaurateurion de livres. Ses couleurs principales étaient l'orange chamois ou tamisé pour les reliures russes et le gris français pour le maroquin.

## Collections
- Bibliothèque du Congrès.